# Hang in Long Enough
«Hang in Long Enough» (с англ. — «Надолго зависнув») — шестой (и последний) сингл с четвёртого студийного альбома Фила Коллинза …But Seriously (1989). Был издан в 1990 году. Композиция добралась до 23-й строчки в американском чарте Billboard Hot 100 и заняла 34-ю строчку в британском чарте UK Singles Chart.

## Список композиций

### LP 12" сингл
1. «Hang in Long Enough» (Club Mix) — 7:57
2. «Hang in Long Enough» (Pop Club Mix) — 7:07
3. «Hang in Long Enough» (Dub 1) — 5:03

### CD Макси сингл
1. «Hang in Long Enough» — 4:48
2. «Around the World in 80 Presets» — 5:46
3. «Hang in Long Enough» (Pettibone 12" Mix) — 7:57

### CD Макси сингл (Ограниченное издание)
1. «Hang in Long Enough» — 4:47
2. «That’s How I Feel» — 5:07
3. «Hang in Long Enough» (Pettibone Dub Mix) — 6:09

## Видеоклип
Ритмичную песню сопровождает видеоряд, который как бы переносит зрителя в 1912 год, что является отсылкой к кораблекрушению «Титаника». В клипе использованы кадры из фильма «Гибель „Титаника“», на которых изображены моменты до и в момент кораблекрушения — для связки видеоряда клипа с сюжетом песни «Hang in Long Enough».
По сюжету, действие клипа происходит на некоем вымышленном корабле, который называется S. S. Udio (это название является юмористической отсылкой к песне Фила Коллинза «Sussudio». Начинают звучать Phoenix Horns и Коллинз и другие музыканты выходят на сцену для исполнения песни, а пассажиры корабля — (по сюжету клипа они совершают океанский круиз), начинает очень сильно удивляться костюмам музыкантов и всем тем, что их окружает на сцене. Дело в том, что на протяжении всего клипа Коллинз и музыканты его группы (а также — сцена и всё то, что на ней находится) — показаны на экране в ярких, сочных цветах, в то время как всё остальное в клипе — например, публика, слушающая выступления музыкантов и Коллинза — показывается в чёрно-белом цвете. Таким образом, в клипе происходит наложение цветного видеоряда на чёрно-белый.
Во втором куплете это судно — S. S. Udio — начинает тонуть, так как происходит его столкновение с айсбергом. Вся публика (вместе с музыкантами) начинает спешно пытаться покинуть тонущее судно на спасательных шлюпках. А Коллинз в это же самое время — продолжает со сцены допевать песню.
Корабль постепенно уходит под воду, но Коллинзу и его музыкантам всё-таки удаётся подняться на борт одной из спасательных шлюпок. Коллинз говорит музыкантам, что «мы должны играть музыку громче». Это приводит музыкантов в ярость и они начинают топить его голову в воде, одновременно наблюдая, как уходит под воду корабль S. S. Udio.

## Хит-парады
| Хит-парад (1990)             | Наивысшая позиция |
| ---------------------------- | ----------------- |
| UK Singles Chart             | 34                |
| Billboard Hot 100            | 23                |
| Billboard Adult Contemporary | 38                |